# Гоя в Бордо
„Гоя в Бордо“ (на испански: Goya en Burdeos) е испанско-италиански исторически филм за живота на испанския художник Франсиско Гоя. Филмът е направен през 1999 година, негов режисьор и сценарист е Карлос Саура. В главните роли са Франсиско Рабал, Хосе Коронадо, Марибел Верду, Дафне Фернандес.

## Сюжет
В центъра на сюжета на филма са последните месеци от живота на испанския художник Франсиско Гоя, които той прекарва в Бордо, Франция. Той страда от странни кошмари и видения и, докато дъщеря му се грижи за него, той се отдава на спомени за бурната си кариера: времена, в които страстната любовна афера с красивата херцогиня Алба и походите на Наполеон вдъхновяват най-шокиращите и гениални картини на Гоя – творби, които променят света на изкуството завинаги.